# Спурий Херминий Коритинезан
Спурий Херминий Коритинезан Аквилин (на латински: Spurius Herminius Coritinesanus Aquilinus; Ливий го нарича Спурий, Диодор – Лар, Дионисий – Ларс) е политик на Римската република от 5 век пр.н.е.
Произлиза от етруската фамилията Херминии. През 448 пр.н.е. е избран за консул с Тит Вергиний Трикост Целимонтан.